# Mona Lisa OVERDRIVE
『Mona Lisa OVERDRIVE』（モナリザ・オーヴァードライヴ）は、日本のロックバンドであるBUCK-TICKの13枚目のオリジナルアルバム。2003年2月13日にBMGファンハウスよりリリースされた。

## 解説
- ハードコアテクノやミクスチャー・ロックの要素を取り入れた楽曲が多く収録されている。
- もともとは収録曲のうちの数曲は前作『極東 I LOVE YOU』で2枚組にする案も出た際に候補として挙がっていたものだった。しかしそれには曲数が足りず、その数曲をミニアルバムとしてリリースすることも想定されていたが、結局は本作に収録される運びとなった。そのため前作と本作は対を成すアルバムとして位置付けられており、内容も前作とは一転し攻撃性に満ちたアルバムになっている。またそれぞれの1曲目と最後の曲が互いに繋がるような構成になっており、最後の曲のタイトルもそれぞれ「Continue（続く）」・「Continuous（連続的な、途切れない）」と、2作品が対を成していることを示唆している。
- アメリカのSF作家、ウィリアム・ギブスンの著書に同名の小説が存在するが、ギタリストの今井寿はロバート・ロンゴの作品『Samurai Overdrive』を混同して記憶しており、こちらからインスピレーションを受けたという[2]。
- インストゥルメンタルを除く11曲中今井作詞曲が5曲と、3rdアルバム『TABOO』以降の作品としてはその比率が多い。
- 先行シングル「残骸」およびカップリング曲の「GIRL」はシングルとバージョンが異なる。
- Viewsicで放送された特番でのインタビューによると、今井には本作のリミックス盤を制作するアイデアがあったようだが、実現はしていない。
- 2017年11月7日に、デビュー30周年を記念し、全曲リマスター・ブルースペックCD2・紙ジャケット仕様で再発売された[3]。

## リリース履歴
| No. | 日付          | レーベル         | 規格         | 規格品番   | 最高順位 | 備考                                   |
| --- | ------------- | ---------------- | ------------ | ---------- | -------- | -------------------------------------- |
| 1   | 2003年2月13日 | BMG JAPAN        | CD           | BVCR-11048 | 7位      |                                        |
| 2   | 2017年11月7日 | アリオラジャパン | Blu-Spec CD2 | BVCL-30039 | 247位    | デジタルリマスター盤、紙ジャケット仕様 |

## 収録曲

### 一覧
| 全編曲: BUCK-TICK（特記以外）。 |                                        |                    |           |       |
| #                               | タイトル                               | 作詞               | 作曲      | 時間  |
| 1.                              | 「ナカユビ」                           | 今井寿             | 今井寿    | 3:34  |
| 2.                              | 「BUSTER」                             | 今井寿             | 今井寿    | 3:50  |
| 3.                              | 「残骸 -Shape2-」                      | 櫻井敦司           | 今井寿    | 3:52  |
| 4.                              | 「LIMBO」                              | 櫻井敦司           | 今井寿    | 4:23  |
| 5.                              | 「Mona Lisa」                          | 今井寿             | 今井寿    | 4:32  |
| 6.                              | 「GIRL -Shape2」                       | 今井寿             | 今井寿    | 4:26  |
| 7.                              | 「Sid Vicious ON THE BEACH」           | 今井寿             | 今井寿    | 4:29  |
| 8.                              | 「BLACK CHERRY」                       | 櫻井敦司・星野英彦 | 星野英彦  | 3:53  |
| 9.                              | 「原罪」                               | 櫻井敦司           | 今井寿    | 2:39  |
| 10.                             | 「MONSTER」                            | 櫻井敦司           | 星野英彦  | 4:01  |
| 11.                             | 「愛ノ歌」                             | 櫻井敦司           | 今井寿    | 4:53  |
| 12.                             | 「Continuous」(編曲: 今井寿、横山和俊) |                    | 今井寿    | 3:45  |
| 合計時間:                       | 合計時間:                              | 合計時間:          | 合計時間: | 48:17 |

### 曲解説
1. ナカユビ
前作『極東 I LOVE YOU』（2002年）の最終ナンバー「Continue」を元に作られている。
2. BUSTER
歌詞は北朝鮮やアメリカ同時多発テロ事件をモチーフにしている。
3. 残骸 -Shape2-
先行シングル。
4. LIMBO
歌詞に「SEX for YOU」・「SIX or NINE」・「JUST ONE MORE KISS」など過去の楽曲や作品を連想させるフレーズが折り込まれている。
5. Mona Lisa
Aメロは今井のラップ。デモテープの段階ではメロディーがあったが、レコーディングの際にラップに変更した。
6. GIRL -Shape2-
先行シングル「残骸」のカップリング曲。
7. Sid Vicious ON THE BEACH
今井がメインボーカルを担当。タイトルにイギリスのパンクバンド、セックス・ピストルズのベーシストであるシド・ヴィシャスの名が用いられており、曲中には随所に彼らの代表曲である「アナーキー・イン・ザ・U.K.」のコード進行やギターリフがモチーフとして登場する。歌詞の一部はザ・スターリンの楽曲「ロマンチスト」から引用されており、歌詞カードに作詞者である遠藤ミチロウへの敬意が記載されている。
8. BLACK CHERRY
作詞が櫻井と星野の共作となっているが、星野が考えたのはサビの「BLACK CHERRY」というフレーズのみである。これは櫻井が星野から手紙を渡され、そのフレーズを活かす指示があったとリリース時のインタビューで語っている。
9. 原罪
10. MONSTER
トリビュート・アルバム『PARADE〜RESPECTIVE TRACKS OF BUCK-TICK〜』（2005年）でRUNAWAY BOYS (kyo and nackie) がカバーしている。
11. 愛ノ歌
12. Continuous
前作『極東 I LOVE YOU』のオープニングナンバー「疾風のブレードランナー」を解体、再構築したインストゥルメンタル。

## 参加ミュージシャン
- 櫻井敦司 - ボーカル
- 今井寿 - ギター、ノイズ、エレクトロニクス、コーラス、ボーカル
- 星野英彦 - ギター、コーラス
- 樋口豊 - ベース
- ヤガミトール - ドラムス

### サポートミュージシャン
- 横山和俊 - マニピュレート、キーボード、ノイズ
- 岡崎達成 (AGE of PUNK、Lucy) - サンプラートリートメント